# ایران در جام جهانی فوتبال ۱۹۷۸

## مرحلهٔ مقدماتی

### دور نخست
بازی‌ها
| عربستان سعودی | ۰–۳ | ایران                                       |
| ------------- | --- | ------------------------------------------- |
|               |     | غلامحسین مظلومی' (۱۶)، ۷۴' · حسن روشن' (۶۲) |

| سوریه | ۰–۱ | ایران      |
| ----- | --- | ---------- |
|       |     | علی پروین' |

| ایران | ۳–۰ سوریه در بازی حاضر نشد و ایران برنده اعلام شد. | سوریه |
| ----- | -------------------------------------------------- | ----- |
|       |                                                    |       |

| ایران                                  | ۲–۰ | عربستان سعودی |
| -------------------------------------- | --- | ------------- |
| حبیب شریفی' (۱۰) · علی‌اکبر یوسفی' (۸۴) |     |               |

جدول
| # | تیم           | امتیاز     | بازی       | برد        | مساوی      | باخت       | گل زده     | گل خورده   | تفاضل گل   |
| - | ------------- | ---------- | ---------- | ---------- | ---------- | ---------- | ---------- | ---------- | ---------- |
| ۱ | ایران         | ۸          | ۴          | ۴          | ۰          | ۰          | ۸          | ۰          | ۸+         |
| ۲ | عربستان سعودی | ۲          | ۴          | ۱          | ۰          | ۳          | ۳          | ۷          | ۴−         |
| ۳ | سوریه         | ۲          | ۴          | ۱          | ۰          | ۳          | ۲          | ۶          | ۴−         |
| — | عراق          | انصراف داد | انصراف داد | انصراف داد | انصراف داد | انصراف داد | انصراف داد | انصراف داد | انصراف داد |

### دور دوم
بازی‌ها
| هنگ کنگ | ۲-۰ | ایران                                 |
| ------- | --- | ------------------------------------- |
|         |     | حسین کازرانی' (۲۲) · غفور جهانی' (۷۷) |

| کرهٔ جنوبی | ۰–۰ | ایران |
| --------- | --- | ----- |
|           |     |       |

| استرالیا | ۱-۰ | ایران          |
| -------- | --- | -------------- |
|          |     | حسن روشن' (۷۰) |

| ایران            | ۰-۱ | کویت |
| ---------------- | --- | ---- |
| غفور جهانی' (۴۸) |     |      |

| ایران               | ۲–۲ | کرهٔ جنوبی             |
| ------------------- | --- | --------------------- |
| حسن روشن' (۵۵)، ۵۷' |     | لی جونگ مو' (۲۸)، ۸۸' |

| ایران                                     | ۰-۳ | هنگ کنگ |
| ----------------------------------------- | --- | ------- |
| غفور جهانی' (۳)، ۳۵' · حسین کازرانی' (۱۹) |     |         |

| ایران            | ۰-۱ | استرالیا |
| ---------------- | --- | -------- |
| غفور جهانی' (۴۴) |     |          |

| کویت         | ۲-۱ | ایران                                |
| ------------ | --- | ------------------------------------ |
| الدُخَیل' (۱۴) |     | بهتاش فریبا' (۴۸) · حبیب خبیری' (۵۹) |

جدول
| # | تیم       | امتیاز | بازی | برد | مساوی | باخت | گل زده | گل خورده | تفاضل گل |
| - | --------- | ------ | ---- | --- | ----- | ---- | ------ | -------- | -------- |
| ۱ | ایران     | ۱۴     | ۸    | ۶   | ۲     | ۰    | ۱۲     | ۳        | ۹+       |
| ۲ | کرهٔ جنوبی | ۱۰     | ۸    | ۳   | ۴     | ۱    | ۱۲     | ۸        | ۴+       |
| ۳ | کویت      | ۹      | ۸    | ۴   | ۱     | ۳    | ۱۳     | ۸        | ۵+       |
| ۴ | استرالیا  | ۷      | ۸    | ۳   | ۱     | ۴    | ۱۱     | ۸        | ۳+       |
| ۵ | هنگ کنگ   | ۰      | ۸    | ۰   | ۰     | ۸    | ۵      | ۲۶       | ۲۱−      |

## فهرست بازیکنان حاضر در جام جهانی ۱۹۷۸
| شماره پیراهن | نام بازیکن         | پست       | باشگاه         | تاریخ تولد |
| ------------ | ------------------ | --------- | -------------- | ---------- |
| ۱            | ناصر حجازی†        | دروازه‌بان | شهباز          | ۱۹/۱۲/۱۹۴۹ |
| ۲۲           | رسول کربکندی       | دروازه‌بان | ذوب‌آهن         | ۲۷/۰۱/۱۹۵۳ |
| ۱۲           | بهرام مودت         | دروازه‌بان | سپاهان         | ۳۰/۰۱/۱۹۵۰ |
| ۵            | جواد الله‌وردی      | مدافع     | پرسپولیس       | ۰۹/۰۴/۱۹۵۲ |
| ۱۵           | آندرانیک اسکندریان | مدافع     | تاج            | ۳۱/۱۲/۱۹۵۱ |
| ۲۰           | نصرالله عبداللهی   | مدافع     | شهباز          | ۳۰/۱۱/۱۹۵۳ |
| ۱۱           | علیرضا قشقاییان    | مدافع     | برق شیراز      | ۲۷/۰۲/۱۹۵۴ |
| ۲۱           | حسین کازرانی       | مدافع     | پاس            | ۱۳/۰۴/۱۹۴۷ |
| ۱۴           | حسن نظری           | مدافع     | تاج            | ۱۹/۰۸/۱۹۵۶ |
| ۱۹           | علی شجاعی          | مدافع     | ذوب‌آهن         | ۲۳/۰۳/۱۹۵۳ |
| ۲            | ایرج دانایی‌فرد †   | هافبک     | تاج            | ۱۹/۰۳/۱۹۵۱ |
| ۶            | حسن نایب‌آقا        | هافبک     | هما            | ۲۱/۱۰/۱۹۵۰ |
| ۷            | علی پروین          | هافبک     | پرسپولیس       | ۱۲/۱۰/۱۹۴۶ |
| ۸            | ابراهیم قاسم‌پور    | هافبک     | شهباز          | ۰۲/۰۷/۱۹۵۶ |
| ۹            | محمد صادقی         | هافبک     | پرسپولیس       | ۱۶/۰۳/۱۹۵۱ |
| ۴            | ٰمجید بیشکار        | هافبک     | رستاخیز خرمشهر | ۰۶/۰۸/۱۹۵۶ |
| ۱۷           | غفور جهانی         | مهاجم     | ملوان          | ۰۴/۰۵/۱۹۵۰ |
| ۱۸           | حسین فرکی          | مهاجم     | پاس            | ۱۹/۰۴/۱۹۵۶ |
| ۳            | بهتاش فریبا        | مهاجم     | پاس            | ۱۱/۰۲/۱۹۵۵ |
| ۱۶           | ناصر نورایی        | مهاجم     | هما            | ۰۹/۰۷/۱۹۵۶ |
| ۱۰           | حسن روشن           | مهاجم     | تاج            | ۰۲/۰۶/۱۹۵۶ |
| ۱۳           | حمید مجدتیموری     | مهاجم     | شهباز          | ۰۳/۰۶/۱۹۵۳ |

منبع:worldfootball

## مرحلهٔ نهایی
ایران پس از یک صعود مقتدرانه به جام جهانی ۱۹۷۸ با برگزاری بازی‌های دوستانهٔ فراوان در برابر تیم‌های اروپایی همچون یوگسلاوی، ولز، بلغارستان و فرانسه پای به آوردگاه جام جهانی ۱۹۷۸ آرژانتین گذاشت تا نخستین حضورش در این مسابقات را تجربه کند. ایران بازی نخست خود را در مقابل هلند با نتیجه سنگین ۰–۳ واگذار کرد، دو گل از سه گل هلند از روی ضربات پنالتی به ثمر رسید. تیم ملی در بازی دوم خود برابر اسکاتلند شگفتی آفرید و با گل ایرج دانایی‌فرد به نتیجه تساوی ۱–۱ دست یافت تا ایران هم نخستین گلش در بازی‌های جام جهانی را به ثمر برساند و هم نخستین امتیازش را کسب کند. گل اسکاتلند در این بازی نیز از روی اشتباه مدافع ایرانی آندرانیک اسکندریان ثبت شد. بازیکنان ایران بازی سوم خود را به رغم نمایش خوبی که ارائه دادند با نتیجه سنگین ۱–۴ به پرو واگذار کردند. تنها گل ایران را حسن روشن به ثمر رساند. بدین ترتیب نخستین حضور ایران در جام جهانی با دو گل زده، هشت گل خورده و یک امتیاز به پایان رسید. در مسابقات جام جهانی سرمربی و کاپیتان تیم ایران به ترتیب حشمت مهاجرانی و علی پروین بودند.